# Litoria raniformis
Litoria raniformis је водоземац из реда жаба и фамилије Hylidae.

## Угроженост
Ова врста се сматра угроженом.

## Распрострањење
Јужни део Јужне Аустралије и делови Тасманије су једино познато природно станиште врсте.
Популација ове врсте се смањује, судећи по расположивим подацима.

## Станиште
Станишта врсте су мочварна подручја и слатководна подручја.